# براسیلیا (بازیکن فوتبال)
کریستیانو پریرا دی سوزا (به پرتغالی: Cristiano Pereira de Souza) مهاجم اهل برزیل است که در شهر برازیلیا و در تاریخ ۲۸ ژوئیهٔ ۱۹۷۷ به دنیا آمده‌است. براسیلیا در تیم‌های فوتبال Ituano سابقهٔ حضور دارد.